# Knemidokoptes pilae
Knemidokoptes pilae ist ein Vertreter der Milben, der als Parasit den Schnabel von Papageien – vor allem Wellensittichen – besiedelt und die sogenannte Schnabelräude auslöst. 

## Morphologie
K. pilae sind rundlich-ovale Milben. Die Männchen sind bis zu 220 µm lang und etwa 150 µm breit, Weibchen bis zu 356 µm lang und etwa 300 µm breit. Die vier Beinpaare sind kurz und stummelförmig und besitzen 5 Glieder. Männchen tragen an den Enden der Extremitäten ungegliederte Haftstiele und Haftnäpfe, Weibchen dagegen Krallen.

## Lebensweise
K. pilae lebt von Hornsubstanz befallener Vögel, die sie mit Hilfe einer Keratinase auflösen. Die Milben sitzen vor allem im Bereich der Wachshaut und des Schnabelwinkels. Sie leben permanent auf ihrem Wirt, die Ansteckung anderer Wirte erfolgt durch eine Kontaktinfektion.
Die viviparen Weibchen bohren Gänge in die Epidermis und gebären dort sechsbeinige Larven, aus denen sich über zwei achtbeinige Nymphenstadien schließlich die Adulten häuten.